# Karahüyük, Akören
Karahüyük là một xã thuộc huyện Akören, tỉnh Konya, Thổ Nhĩ Kỳ. Dân số thời điểm năm 2011 là 405 người.